# Martin van Marum
Pour les articles homonymes, voir Marum (homonymie).
Martin van Marum (né le 20 mars 1750 à Delft et mort le 26 décembre 1837 à Haarlem) est un médecin, naturaliste et physicien néerlandais notamment connu pour ses recherches dans le domaine de la pneumatique.

## Biographie
Il est diplômé de médecine et de philosophie à l’université de Groningue avec une thèse intitulée Dissertatio de Motu Fluidorum in Plantis. Il exerce à Haarlem mais consacre l’essentiel de son temps aux sciences, notamment, à partir de 1777 à la société savante de la ville, Hollandsche Maatschappij der Wetenschappen. Grâce à son action, celle-ci devient l’une des plus renommées d’Europe. Il s’occupe également des collections laissées à la ville par Pieter Teyler van der Hulst (1702-1778). Van Marum est membre correspondant de l’Académie des sciences française (1803) et membre de la Royal Society (19 avril 1798). Il fait notamment paraître un traité sur l’électricité (1776).
Son intérêt pour la pneumatique et la barométrie est manifeste : en 1778, il obtient le premier prix d'un concours lancé sur ce sujet par l'Académie Teylers Stichting, avec un mémoire intitulé « L'air phlogistiqué et déphlogistiqué » (Gephlogisteerde en gedephlogisteerde luchten) : il y démontre par une série d'expériences qu'une décharge électrique déclenchée dans une enceinte fermée ne fait pas varier le volume d'air qui y est enfermé. Van Marum rencontre Antoine de Lavoisier à Paris au cours de l'hiver 1784-85 puis entretient avec lui une correspondance suivie. Voulant éprouver la validité de la loi de Boyle-Mariotte aux fortes pressions, il parvient à liquéfier l'ammoniac par compression. En 1787, il est l'un des principaux promoteurs en Europe de la « chimie antiphlogistique » du savant français. L'année suivante, Van Marum est élu au fauteuil de Cornelis Elout à l'Académie Teylers Stichting (qui ne comprend que 7 titulaires) : il la présidera de 1804 à sa mort.
En 1779, la Société Batave de Philosophie Expérimentale de Rotterdam avait organisé un concours sur l’électricité médicale. Cette année-là, en effet, deux médecins d'Amsterdam, Jean Rudolph Deiman et surtout Andreas Bonn, avaient fait connaître les succès obtenus par le galvanisme, prétendant qu'on pouvait par cette technique guérir certaines maladies : l’épilepsie, les paralysies, les « névroses », les convulsions, le tétanos, l’hystérie, le vertige, la goutte, les rhumatismes et une pharyngite. Martin van Marum jugea que l’action thérapeutique de l’électricité était négligeable et que plusieurs guérisons étaient sans preuve. Il prouva expérimentalement que l’électricité n’accélèr ni la circulation sanguine ni la sudation et qu’elle détruit l’« irritabilité » des plantes et des animaux. Van Marum fondait son jugement sur l'impression de charlatanisme qu’il avait eue lors d’une visite rendue, en 1795 à Paris, à Pierre Jean-Claude de la Varenne et à Nicolas-Philippe Ledru. Ce jugement décrédibilisa pour longtemps l'électrothérapie aux Pays-Bas.
Pour le musée Teyler qu'il dirige à Haarlem en Hollande, Van Marum fait construire la machine électrique de tous les records : construite en 1784, elle comporte deux disques de plus d'un mètre cinquante de diamètre, et deux assistants actionnent simultanément les manivelles (ou même quatre, selon la durée de l'expérience). Les étincelles obtenues atteignent soixante centimètres.

## Prix Van Marum
La Société royale néerlandaise des arts et des sciences a créé un prix en son honneur : le prix Van Marum.